# Ericameria fasciculata
Ericameria fasciculata là một loài thực vật có hoa trong họ Cúc. Loài này được (Eastw.) J.F.Macbr. mô tả khoa học đầu tiên năm 1918.